# 奈良県道219号佐倉大宇陀線
奈良県道219号佐倉大宇陀線（ならけんどう219ごう さくらおおうだせん）は、奈良県宇陀市を通る一般県道である。

## 概要
宇陀市菟田野佐倉から宇陀市大宇陀拾生に至る。
宇陀市大宇陀中心部と吉野郡東吉野村を最短で結ぶ。奈良県道135号宇太三茶屋線との重複区間において道幅の狭い箇所があるが、信号機は終点にのみ存在し、全体的には円滑な走行が可能な道路である。

### 路線データ
- 起点：宇陀市菟田野佐倉（国道166号交点）
- 終点：宇陀市大宇陀拾生（万六交差点、国道370号交点）

## 路線状況

### 重複区間
- 奈良県道135号宇太三茶屋線（宇陀市大宇陀下片岡 - 宇陀市大宇陀白鳥居）

### 道路施設

#### 橋梁
- 神戸橋（宇陀川、宇陀市）

## 地理

### 通過する自治体
- 奈良県
  - 宇陀市

### 交差する道路
| 交差する道路                           | 交差する場所 | 交差する場所      |
| -------------------------------------- | ------------ | ----------------- |
| 国道166号                              | 菟田野佐倉   | 起点              |
| 奈良県道135号宇太三茶屋線 重複区間起点 | 大宇陀下片岡 |                   |
| 奈良県道135号宇太三茶屋線 重複区間終点 | 大宇陀白鳥居 |                   |
| 国道370号                              | 大宇陀拾生   | 万六交差点 / 終点 |

### 沿線
- 佐倉峠
- 宇陀川
- 道の駅宇陀路 大宇陀（終点付近）